# Pulletala
Pulletala (nep. पुलेतोला) – gaun wikas samiti w zachodniej części Nepalu w strefie Seti w dystrykcie Achham. Według nepalskiego spisu powszechnego z 2011 roku liczył on 589 gospodarstw domowych i 3148 mieszkańców (1621 kobiet i 1527 mężczyzn).